# 獵豹式驅逐戰車
獵豹式驅逐戰車（德文：Jagdpanther）是第二次世界大戰納粹德國以五號豹式戰車車體開發出來的一款驅逐戰車，許多歷史學家認為它是二次大戰中最佳的驅逐戰車。

## 開發過程
1942年晚期，納粹德國政府下令開發一款使用豹式戰車車體，武裝為Pak 43 88公釐戰車砲的重型驅逐戰車，賦編型號SdKfz 173。此款驅逐戰車在1944年前期開始投入生產，同時希特勒親自命名為「獵豹」（Jagdpanther）。
為了容納88公釐戰車砲，原始豹式戰車尺寸必需擴充以提供較寬敞的內部空間，同時還要保持非常低的車姿，所以後來豹式戰車G型及獵豹式的側面裝甲尺寸兩者都予以修改、增加，以便在共用車體及生產上取得協調。
獵豹主要武裝為一門與虎王戰車相同的（Pak 43/KwK 43）88公釐71倍徑戰車砲，並配備一挺自衛用的MG34 7.92公釐機槍。獵豹擁有良好的馬力負載以及威力強大的主砲，可以擊破盟軍任何型式的戰車，同時由於低車姿，也很容易進行偽裝掩護。因為使用既有的豹式戰車車體，所以也沒遭遇太多機械性問題。搭載乘員五名：一名車長、一名駕駛、一名通信員、一名砲手及一名裝填手。
獵豹有兩種較知名的分支車型，一型使用焊接式砲盾，其他使用螺栓式砲盾，只有搭載Pak 43/4型戰車砲的車型才使用焊接式砲盾。獵豹早期有一個整體砲身及兩個駕駛觀察鏡，到後期只剩一個觀察鏡。

## 生產
在1944年至1945年間約生產了392輛獵豹，主要配發於重裝甲獵兵營（schwere Panzerjäger Abteilung）並在東部戰線服役，但也有相當數量的獵豹投入了西線突出部之役作戰。盟軍第一次在西線遭遇獵豹是在諾曼第戰役，有12輛德軍第654重裝甲獵兵營的獵豹對抗英軍。

## 倖存車輛
戰爭結束後只有三輛獵豹還保持在可行駛狀態。德國蒙斯特的德国坦克博物馆與科布倫茨的防衛科技研究博物館（WTS - Wehrtechnische Studiensammlung）各收藏一輛可以行駛的獵豹。英國的韋爾德基金會（The Weald Foundation）也保存一輛可以行駛的獵豹，不過此輛獵豹是用兩輛殘損獵豹拼湊組成。
另外還有許多獵豹散佈收藏於世界各地軍事博物館做靜態展示。

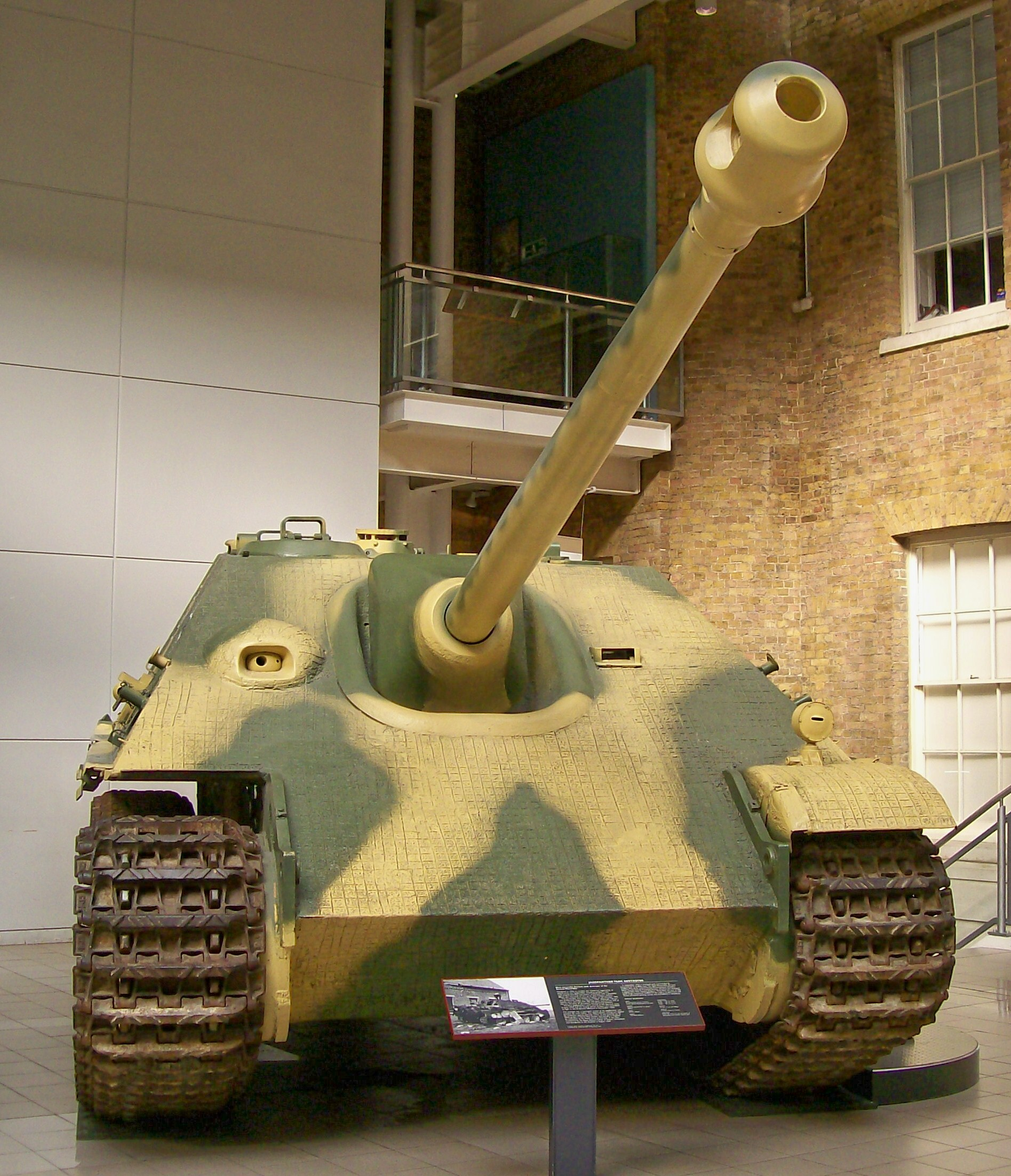
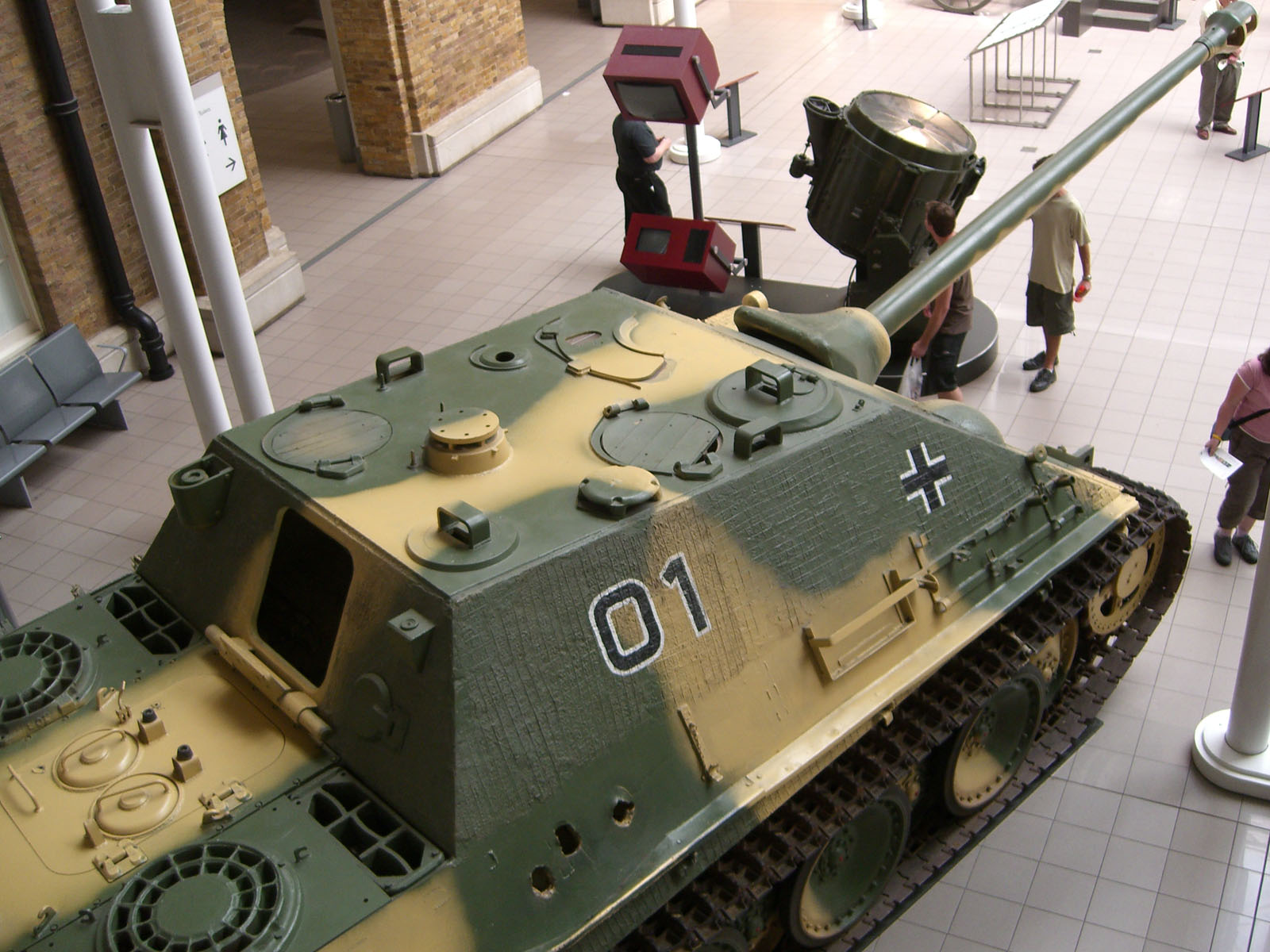